# Morti il 4 ottobre
| Questa pagina contiene informazioni ricavate automaticamente dalle voci biografiche con l'ausilio del template Bio e di un bot. L'aggiornamento è periodico e automatico e ricostruisce completamente la pagina. Se manca una persona in questa lista, sei pregato di non aggiungerla, ma accertati piuttosto che la sua voce biografica contenga il template Bio e che i dati anagrafici siano correttamente compilati. Se il template Bio manca, inseriscilo tu stesso o, in alternativa, metti l'avviso {{tmp\|Bio}} che ne segnala la mancanza. Se i dati riportati sono sbagliati, correggi direttamente la voce biografica; le modifiche saranno visibili in questa lista entro pochi giorni. Per chiarimenti vedi il progetto biografie. La lista contiene solo le 459 persone che sono citate nell'enciclopedia e per le quali è stato implementato correttamente il template Bio. Pagina aggiornata al 29 giu 2025. |

## VII secolo(2)
- 666 - Aurea di Parigi, religiosa siriana
- 692 - Asma' bint Abi Bakr

## IX secolo(1)
- 873 - Rodrigo di Castiglia, conte

## XI secolo(2)
- 1032 - Sancho VI di Guascogna, sovrano franco
- 1063 - Toghrul Beg, sultano

## XII secolo(3)
- 1120 - Giordano da Clivio, arcivescovo cattolico italiano
- 1181 - Ermanno II di Spanheim, nobile tedesco
- 1189 - Gérard de Ridefort, cavaliere medievale fiammingo

## XIII secolo(5)
- 1227 - Abd Allah al-'Adil, califfo berbero
- 1250 - Ermanno VI di Baden-Baden
- 1276 - Riccardo Annibaldi, cardinale italiano
- 1280 - Hartmann I di Grüningen, nobile tedesco
- 1295 - Baydu, mongolo

## XIV secolo(9)
- 1305 - Kameyama, imperatore giapponese (n. 1249)
- 1305 - Teodorico VI di Kleve, conte
- 1322 - Agnese di Savoia, contessa (n. 1286)
- 1353 - Rodolfo II del Palatinato, conte tedesco (n. 1306)
- 1357 - Angelo Acciaiuoli, vescovo cattolico italiano (n. 1298)
- 1369 - Guglielmo d'Aigrefeuille il Vecchio, cardinale e arcivescovo cattolico francese (n. 1326)
- 1378 - Fina Buzzaccarini, nobile italiana (n. 1328)
- 1384 - Luca Bertini, vescovo cattolico italiano
- 1398 - Jean de Neufchâtel, cardinale e vescovo cattolico francese

## XV secolo(6)
- 1452 - Memmo Agazzari, vescovo cattolico italiano
- 1470 - Rodrigo Sánchez de Arévalo, vescovo cattolico spagnolo (n. 1404)
- 1471 - Henry Stafford, nobile inglese (n. 1425)
- 1474 - Juan Pacheco, nobile e politico spagnolo (n. 1419)
- 1497 - Giovanni di Trastámara, principe (n. 1478)
- 1497 - Benozzo Gozzoli, pittore italiano (n. 1420)

## XVI secolo(8)
- 1511 - Pedro Luis de Borja Llançol de Romaní, cardinale spagnolo (n. 1472)
- 1511 - Andrés de Cabrera, nobile, politico e militare spagnolo (n. 1430)
- 1518 - Guglielmo IX del Monferrato, marchese (n. 1486)
- 1559 - Filippo III di Nassau-Weilburg, nobile tedesco (n. 1504)
- 1565 - Pietro Paolo Vergerio, teologo, vescovo cattolico e vescovo luterano italiano (n. 1498)
- 1569 - Mikołaj Rej, poeta polacco (n. 1505)
- 1590 - Federico Corner, cardinale e vescovo cattolico italiano (n. 1531)
- 1595 - Giacomo Contarini, nobile italiano (n. 1536)

## XVII secolo(24)
- 1606 - Giovanni Maria Butteri, pittore italiano
- 1608 - Kinoshita Iesada, militare giapponese (n. 1543)
- 1612 - Cesare Aretusi, pittore italiano (n. 1549)
- 1622 - Francesco Accarigi, giurista italiano (n. 1550)
- 1629 - Bernardo Castello, pittore italiano (n. 1557)
- 1632 - Agostino Priuli, vescovo cattolico italiano (n. 1596)
- 1638 - Francesco Giacinto di Savoia, nobile italiano (n. 1632)
- 1646 - Thomas Howard, XXI conte di Arundel, nobile, politico e collezionista d'arte inglese (n. 1585)
- 1651 - Ludwig Camerarius, politico, avvocato e scrittore tedesco (n. 1573)
- 1652 - Rijaluddin Muhammad Shah di Kedah, sultano malese
- 1652 - Pieter Potter, pittore e incisore olandese (n. 1597)
- 1654 - Marco Morosini, vescovo cattolico italiano (n. 1605)
- 1657 - Maurizio di Savoia, cardinale e vescovo cattolico italiano (n. 1593)
- 1660 - Francesco Albani, pittore italiano (n. 1578)
- 1661 - Jacqueline Pascal, poetessa e religiosa francese (n. 1625)
- 1669 - Rembrandt, pittore e incisore olandese (n. 1606)
- 1676 - Marius Ambrosius Capello, vescovo cattolico fiammingo (n. 1597)
- 1677 - Isaack van Ruisdael, pittore olandese (n. 1599)
- 1681 - Francesco Visconti, vescovo cattolico italiano
- 1689 - Quirinus Kuhlmann, poeta e mistico tedesco (n. 1651)
- 1691 - Louis Abelly, vescovo cattolico e teologo francese (n. 1604)
- 1691 - Federico Baldeschi Colonna, cardinale italiano (n. 1625)
- 1692 - Charles Fleetwood, generale e politico inglese
- 1698 - Andrea Malinconico, pittore italiano (n. 1635)

## XVIII secolo(21)
- 1711 - Sayf bin Sultan, sovrano omanita
- 1712 - Filippo Reinardo di Hanau-Münzenberg, conte tedesco (n. 1664)
- 1714 - Peter Strudel, pittore e scultore austriaco
- 1743 - John Campbell, II duca di Argyll, nobile e militare scozzese (n. 1678)
- 1747 - Johann Carl Wendelin Anreiter von Zirnfeld, pittore austriaco (n. 1702)
- 1747 - João da Motta e Silva, cardinale portoghese (n. 1685)
- 1747 - Amaro Pargo, corsaro spagnolo (n. 1678)
- 1749 - Franz von der Trenck, militare austriaco (n. 1711)
- 1755 - Samuel von Cocceji, giurista tedesco (n. 1679)
- 1755 - Johann Georg Christian von Lobkowitz, generale austriaco (n. 1686)
- 1758 - Giuseppe Antonio Brescianello, compositore e violinista italiano
- 1764 - Jean François de La Clue-Sabran, ammiraglio francese (n. 1696)
- 1768 - Andrea Lucchesi Palli, vescovo cattolico e nobile italiano (n. 1692)
- 1769 - Antonio Niccolini, abate, giurista e letterato italiano (n. 1701)
- 1772 - Augustin Ehrensvärd, generale, architetto e artista svedese (n. 1710)
- 1780 - Whitehead Hicks, politico e avvocato statunitense (n. 1728)
- 1785 - Alexander Runciman, pittore scozzese (n. 1736)
- 1796 - Andrea Rivasi, patriota italiano (n. 1758)
- 1797 - George William Lemon, lessicografo britannico (n. 1726)
- 1798 - Antoine Chézy, ingegnere e fisico francese (n. 1718)
- 1800 - Jean Hermann, medico e naturalista francese (n. 1738)

## XIX secolo(54)
- 1808 - Francisco Primo de Verdad y Ramos, avvocato messicano (n. 1760)
- 1810 - Francesco Girolamo Bocchi, storico e archeologo italiano (n. 1748)
- 1813 - Ivan Egorovič Ševič, generale russo (n. 1754)
- 1814 - André-Antoine Ravrio, scultore, drammaturgo e poeta francese (n. 1759)
- 1815 - Christophe-Philippe Oberkampf, imprenditore francese (n. 1738)
- 1816 - François-Guillaume Ménageot, pittore francese (n. 1744)
- 1817 - Pëtr Alekseevič Skokov, compositore russo (n. 1758)
- 1818 - Joseph Abel, pittore tedesco (n. 1764)
- 1818 - Giuseppe Battista Piacenza, architetto italiano (n. 1735)
- 1820 - Claudine Picardet, chimica, meteorologa e mineralogista francese (n. 1735)
- 1821 - Giovanni Bellavite, scultore italiano (n. 1739)
- 1821 - Marie-Louise Lachapelle, ginecologa francese (n. 1769)
- 1821 - John Rennie il Vecchio, ingegnere scozzese (n. 1761)
- 1830 - Étienne Parfait Martin Maurel de Mons, arcivescovo cattolico francese (n. 1752)
- 1830 - Ludwig Yorck von Wartenburg, generale prussiano (n. 1759)
- 1833 - Richard Heber, filologo inglese (n. 1773)
- 1839 - John Dodd, archettaio inglese (n. 1752)
- 1840 - Valeriano Luigi Brera, medico e patologo italiano (n. 1772)
- 1841 - Francis baron d'Allarde, cantautore e drammaturgo francese (n. 1778)
- 1842 - Galbraith Lowry Cole, generale e politico britannico (n. 1772)
- 1848 - Vasilij Vasil'evič Levašov, generale e politico russo (n. 1783)
- 1851 - Pierre Capelle, librettista e scrittore francese (n. 1775)
- 1855 - Timofej Nikolaevič Granovskij, storico russo (n. 1813)
- 1859 - Karl Baedeker, editore tedesco (n. 1801)
- 1859 - Luigi Nomis di Cossilla, nobile italiano (n. 1793)
- 1860 - Narciso Cozzo, militare italiano (n. 1833)
- 1861 - Archibald Montgomerie, XIII conte di Eglinton, nobile e politico scozzese (n. 1812)
- 1863 - Gerrit Schimmelpenninck, politico olandese (n. 1794)
- 1864 - Theodor Fliedner, pastore protestante tedesco (n. 1800)
- 1867 - Francesco Saverio Seelos, presbitero tedesco (n. 1819)
- 1869 - Mario Fani, politico italiano (n. 1845)
- 1870 - Luigi Guglielmo Germi, politico italiano (n. 1786)
- 1872 - Vladimir Ivanovič Dal', linguista e medico russo (n. 1801)
- 1874 - Léon Ehrhart, compositore e organista francese (n. 1854)
- 1876 - Johannes Rebmann, missionario e esploratore tedesco (n. 1820)
- 1878 - Kim Ung-u, coreano (n. 1848)
- 1879 - Manuel Luís Osório, militare e politico brasiliano (n. 1808)
- 1881 - Gaetano Ciniselli, circense italiano (n. 1815)
- 1882 - Salvatore Betti, letterato italiano (n. 1792)
- 1882 - Juraj Slota, presbitero, poeta e giornalista slovacco (n. 1829)
- 1883 - Giovanni Guicciardi, baritono italiano (n. 1819)
- 1883 - Carlo Reishammer, architetto italiano (n. 1806)
- 1885 - Giuseppe Cossa, archivista e bibliotecario italiano (n. 1803)
- 1885 - Heinrich Scherk, matematico tedesco (n. 1798)
- 1886 - Thomas Johannessen Heftye, imprenditore, politico e filantropo norvegese (n. 1822)
- 1888 - Cesare Correnti, funzionario, patriota e politico italiano (n. 1815)
- 1888 - Eliza Foster, scrittrice e traduttrice inglese (n. 1802)
- 1889 - André-Adolphe-Eugène Disdéri, fotografo francese (n. 1819)
- 1889 - Alfred Greenwood, politico statunitense (n. 1811)
- 1890 - Catherine Mumford, filantropa inglese (n. 1829)
- 1892 - Juan Antonio Pérez Bonalde, scrittore, poeta e traduttore venezuelano (n. 1846)
- 1894 - John Chivington, militare e religioso statunitense (n. 1821)
- 1897 - Francis William Newman, docente e scrittore britannico (n. 1805)
- 1899 - Paul Janet, filosofo e saggista francese (n. 1823)

## XX secolo(208)
- 1902 - Lionel Johnson, poeta e critico letterario inglese (n. 1867)
- 1903 - Hermann Cremer, teologo tedesco (n. 1834)
- 1903 - Riccardo Secondi, politico e oculista italiano (n. 1832)
- 1903 - Otto Weininger, filosofo austriaco (n. 1880)
- 1904 - Auguste Bartholdi, scultore e patriota francese (n. 1834)
- 1904 - Domenico Damis, patriota, generale e politico italiano (n. 1824)
- 1904 - Violet Nicolson, poetessa inglese (n. 1865)
- 1904 - Henry Clay Payne, politico statunitense (n. 1843)
- 1904 - Karl Tanera, romanziere e storico tedesco (n. 1849)
- 1905 - Francesco Bonafede Oddo, patriota e anarchico italiano (n. 1819)
- 1905 - Domenico Carbone-Grio, patriota, giornalista e saggista italiano (n. 1839)
- 1905 - Pier Celestino Gilardi, pittore e scultore italiano (n. 1837)
- 1905 - Andrea Jordán, arcivescovo cattolico italiano (n. 1845)
- 1907 - Alfredo Keil, compositore, pittore e poeta portoghese (n. 1850)
- 1907 - Florence Trevelyan, filantropa e naturalista britannica (n. 1852)
- 1911 - Joseph Bell, medico britannico (n. 1837)
- 1912 - Augustin Mouchot, inventore francese (n. 1825)
- 1914 - Aristide Naccari, architetto e storico italiano (n. 1848)
- 1915 - Girolamo Di Martino, politico italiano (n. 1860)
- 1915 - George Edwardes, direttore artistico e produttore teatrale britannico (n. 1855)
- 1915 - Peter Emil Huber-Werdmüller, imprenditore svizzero (n. 1836)
- 1917 - Frederick Hamilton, ammiraglio scozzese (n. 1856)
- 1918 - Vasilij Vasil'evič Bervi-Flerovskij, sociologo, scrittore e rivoluzionario russo (n. 1829)
- 1918 - Giuseppe Ferrino, calciatore italiano (n. 1890)
- 1918 - Nikolaj Skrydlov, ammiraglio russo (n. 1844)
- 1918 - Pietro Vigo, scrittore e storico italiano (n. 1856)
- 1919 - Antonio Camaur, scultore e pittore italiano (n. 1875)
- 1922 - Maria Raffaela Coppola, religiosa italiana (n. 1883)
- 1925 - Giovanni Becciolini, antifascista italiano (n. 1899)
- 1926 - Michel Gandoger, micologo e botanico francese (n. 1850)
- 1929 - François Langers, calciatore lussemburghese (n. 1896)
- 1930 - Camille Bellaigue, critico musicale e musicologo francese (n. 1858)
- 1930 - Olena Pčilka, editrice, scrittrice e etnografa ucraina (n. 1849)
- 1930 - Maurice Prou, storico, paleografo e numismatico francese (n. 1861)
- 1932 - Pericle Pagliani, maratoneta italiano (n. 1883)
- 1934 - Marija Kostjantynivna Zan'kovec'ka, attrice teatrale ucraina (n. 1854)
- 1935 - Jean Béraud, pittore francese (n. 1849)
- 1935 - Marie Gutheil-Schoder, soprano tedesco (n. 1874)
- 1936 - Filippo Marini, militare italiano (n. 1906)
- 1936 - Wilhelm Meyer-Lübke, linguista e filologo svizzero (n. 1861)
- 1937 - Michail Liber, politico russo (n. 1880)
- 1939 - Jens Lind, botanico e micologo danese (n. 1874)
- 1939 - Michelangelo Schipa, scrittore e storico italiano (n. 1854)
- 1940 - Petre Andrei, scienziato, sociologo e filosofo romeno (n. 1891)
- 1940 - Magnus Beck, calciatore danese (n. 1889)
- 1940 - André Deed, attore, regista e sceneggiatore francese (n. 1879)
- 1940 - Gino Peressutti, architetto italiano (n. 1883)
- 1941 - Leonardo Madoni, militare e aviatore italiano (n. 1912)
- 1941 - Zvonimir Požega, calciatore jugoslavo (n. 1913)
- 1942 - Raoul Caretti, politico italiano (n. 1859)
- 1942 - William Humphrey, attore e regista statunitense (n. 1875)
- 1943 - Ernesto Chiminello, generale italiano (n. 1890)
- 1943 - Mario Falco, giurista italiano (n. 1884)
- 1943 - Irena Iłłakowicz, militare, agente segreto e patriota polacca (n. 1906)
- 1944 - Henri Bierna, calciatore belga (n. 1910)
- 1944 - Bonaventura Ferrazzutto, politico e partigiano italiano (n. 1887)
- 1944 - Pino Hensemberger, imprenditore italiano (n. 1875)
- 1944 - Maurits van Löben Sels, schermidore olandese (n. 1876)
- 1944 - Giuseppe Mazzei, pittore italiano (n. 1867)
- 1944 - Celso Miglietti, partigiano italiano (n. 1923)
- 1944 - Roberto Moscardini, partigiano italiano (n. 1921)
- 1944 - Al Smith, politico statunitense (n. 1873)
- 1944 - Armando Vezzelli, antifascista, partigiano e politico italiano (n. 1892)
- 1945 - Geraldine Moodie, fotografa canadese (n. 1854)
- 1946 - Triphon Verstraeten, ciclista su strada belga (n. 1920)
- 1947 - Luigi De Gregori, bibliotecario italiano (n. 1874)
- 1947 - Maria Cristina di Borbone-Due Sicilie, principessa (n. 1877)
- 1947 - Max Planck, fisico tedesco (n. 1858)
- 1948 - Georg Kulenkampff, violinista tedesco (n. 1898)
- 1948 - John Miesel, ginnasta e multiplista statunitense (n. 1883)
- 1949 - Carlo Donati, pittore italiano (n. 1874)
- 1950 - Charles Sabini, mafioso britannico (n. 1888)
- 1950 - Giovanni Secchi, pittore italiano (n. 1876)
- 1951 - Henrietta Lacks, statunitense (n. 1920)
- 1951 - Willie Moretti, mafioso italiano (n. 1894)
- 1952 - Egilberto Martire, giornalista e politico italiano (n. 1887)
- 1953 - Oscar Bernadotte, nobile svedese (n. 1859)
- 1953 - Clarkson Potter, golfista statunitense (n. 1880)
- 1954 - Francesco Borgongini Duca, cardinale e arcivescovo cattolico italiano (n. 1884)
- 1954 - Georg Hamel, matematico tedesco (n. 1877)
- 1954 - Georges Vallerey Jr., nuotatore francese (n. 1927)
- 1955 - Alexandros Papagos, generale e politico greco (n. 1883)
- 1956 - Giorgio Armari, calciatore e allenatore di calcio italiano (n. 1895)
- 1956 - Léon Dupont, altista e lunghista belga (n. 1881)
- 1956 - Franz Vogel, produttore cinematografico tedesco (n. 1883)
- 1957 - Clarence Bruce, III barone Aberdare, nobile e ufficiale inglese (n. 1885)
- 1958 - Jack King, animatore e regista statunitense (n. 1895)
- 1958 - Umberto Locatelli, imprenditore, dirigente d'azienda e politico italiano (n. 1878)
- 1958 - Ida Wüst, attrice tedesca (n. 1884)
- 1959 - Shimon Fritz Bodenheimer, entomologo e zoologo israeliano (n. 1897)
- 1959 - Vito Massarotti, medico e psichiatra italiano (n. 1881)
- 1960 - Ramón Herrera Bueno, calciatore spagnolo (n. 1907)
- 1960 - Hans von Wartenberg, chimico tedesco (n. 1880)
- 1961 - Max Weber, pittore e poeta statunitense (n. 1881)
- 1962 - Nino Rastelli, paroliere italiano (n. 1913)
- 1962 - Sergej Il'ič Sidelёv, regista cinematografico sovietico (n. 1906)
- 1963 - Lloyd Fredendall, generale statunitense (n. 1883)
- 1963 - Bobby McDermott, cestista e allenatore di pallacanestro statunitense (n. 1914)
- 1963 - Vito Mussolini, giornalista e politico italiano (n. 1912)
- 1964 - Sam Cowan, calciatore e allenatore di calcio inglese (n. 1901)
- 1964 - Josef Lüke, calciatore tedesco (n. 1899)
- 1966 - Attilio Mordini, scrittore e teologo italiano (n. 1923)
- 1966 - Heitor dos Prazeres, compositore, cantante e pittore brasiliano (n. 1898)
- 1967 - Edmond Novicki, calciatore francese (n. 1912)
- 1967 - Guglielmo Zorzi, commediografo, regista e sceneggiatore italiano (n. 1879)
- 1968 - Francis Beverley Biddle, politico e avvocato statunitense (n. 1886)
- 1968 - Hitoshi Imamura, generale giapponese (n. 1886)
- 1968 - Lawrence M. Judd, politico statunitense (n. 1887)
- 1969 - S.A. Lynch, imprenditore statunitense (n. 1882)
- 1969 - Natalino Otto, cantante, batterista e produttore discografico italiano (n. 1912)
- 1970 - Emmanuel Aznar, calciatore francese (n. 1915)
- 1970 - Janis Joplin, cantautrice statunitense (n. 1943)
- 1970 - Jella Lepman, giornalista, scrittrice e traduttrice tedesca (n. 1891)
- 1970 - Curtis Turner, pilota automobilistico statunitense (n. 1924)
- 1971 - Alberto Fermín Zubiría, politico uruguaiano (n. 1901)
- 1971 - Saulo Haarla, attore finlandese (n. 1930)
- 1973 - Jacques Flouret, cestista, lunghista e dirigente sportivo francese (n. 1907)
- 1973 - Walter Montagu Douglas Scott, VIII duca di Buccleuch, nobile e politico britannico (n. 1894)
- 1973 - Gigi Proietti, pugile e allenatore di pugilato italiano (n. 1909)
- 1974 - Anne Sexton, scrittrice e poetessa statunitense (n. 1928)
- 1974 - Robert Lee Moore, matematico statunitense (n. 1882)
- 1975 - Pepe Biondi, comico argentino (n. 1909)
- 1975 - May Sutton, tennista statunitense (n. 1886)
- 1977 - Giosuè Fiorentino, politico italiano (n. 1898)
- 1978 - Giuseppe Menotti De Francesco, giurista e politico italiano (n. 1885)
- 1978 - Roy Lee Dennis, statunitense (n. 1961)
- 1978 - József Erdélyi, poeta ungherese (n. 1896)
- 1979 - Ted Fritsch, giocatore di football americano, cestista e giocatore di baseball statunitense (n. 1920)
- 1979 - Ettore Lindner, politico italiano (n. 1907)
- 1979 - Natwarsinhji Bhavsinhji, principe e crickettista indiano (n. 1901)
- 1979 - Valentina Telegina, attrice sovietica (n. 1915)
- 1980 - Sihugo Green, cestista statunitense (n. 1933)
- 1980 - Pëtr Mironovič Mašerov, politico sovietico (n. 1918)
- 1980 - Umberto Riccobaldi, calciatore italiano (n. 1900)
- 1980 - László Szollás, pattinatore artistico su ghiaccio ungherese (n. 1907)
- 1981 - Umberto Branzoni, arbitro di calcio italiano (n. 1930)
- 1981 - Per Olof Ekström, scrittore e giornalista svedese (n. 1926)
- 1981 - Freddie Lindstrom, giocatore di baseball statunitense (n. 1905)
- 1981 - Čėslaŭ Sipovič, vescovo cattolico bielorusso (n. 1914)
- 1982 - Ahmed Hasan al-Bakr, generale e politico iracheno (n. 1914)
- 1982 - Glenn Gould, pianista, compositore e clavicembalista canadese (n. 1932)
- 1982 - Easy Parham, cestista statunitense (n. 1921)
- 1982 - Kunwar Indrajit Singh, politico nepalese (n. 1906)
- 1982 - Stefanos Stefanopoulos, politico greco (n. 1898)
- 1983 - Dino Battaglia, fumettista italiano (n. 1923)
- 1983 - Aldo Fiorelli, attore italiano (n. 1915)
- 1983 - Juan López Fontana, allenatore di calcio uruguaiano (n. 1908)
- 1983 - Joan Ridley, tennista britannica (n. 1903)
- 1984 - Virgil Jacomini, canottiere statunitense (n. 1899)
- 1985 - Evdokija di Bulgaria, principessa bulgara (n. 1898)
- 1985 - Fred Foster, cestista statunitense (n. 1946)
- 1985 - Angelo Fusco, giornalista, scrittore e regista italiano (n. 1926)
- 1985 - Enzo Giudici, scrittore e critico letterario italiano (n. 1920)
- 1985 - Jozef Herda, lottatore cecoslovacco (n. 1910)
- 1986 - Paolo Barsacchi, politico italiano (n. 1936)
- 1986 - Arno von Lenski, generale tedesco (n. 1893)
- 1986 - Lucio Mario Luzzatto, politico italiano (n. 1913)
- 1986 - Valentín Sabate, pallanuotista spagnolo (n. 1921)
- 1988 - Carlo Carretto, religioso italiano (n. 1910)
- 1988 - Geoffrey Household, scrittore inglese (n. 1900)
- 1988 - Abdul Magid Kubar, politico libico (n. 1909)
- 1988 - Luigi Zannier, calciatore italiano (n. 1932)
- 1989 - Graham Chapman, comico, attore e scrittore britannico (n. 1941)
- 1989 - Gessy, calciatore brasiliano (n. 1935)
- 1989 - Noël-Noël, attore francese (n. 1897)
- 1990 - Jill Bennett, attrice britannica (n. 1931)
- 1990 - Alberto Caracciolo, filosofo e traduttore italiano (n. 1918)
- 1990 - Luciano Catenacci, attore italiano (n. 1933)
- 1990 - Félix Dafauce, attore spagnolo (n. 1896)
- 1990 - Waldemar Philippi, calciatore tedesco (n. 1929)
- 1990 - Peter Thomas Taylor, allenatore di calcio e calciatore inglese (n. 1928)
- 1991 - Federico Alliney, compositore di scacchi italiano (n. 1920)
- 1991 - Michelangelo Nicoletti, politico italiano (n. 1908)
- 1991 - Angelo Piccioli, allenatore di calcio e calciatore italiano (n. 1920)
- 1992 - Zoltán Bay, fisico e inventore ungherese (n. 1900)
- 1992 - Denny Hulme, pilota automobilistico neozelandese (n. 1936)
- 1993 - Fernando De Marzi, politico e sindacalista italiano (n. 1916)
- 1993 - Armando Fagarazzi, cestista italiano (n. 1922)
- 1993 - Patelisio Punou-Ki-Hihifo Finau, vescovo cattolico tongano (n. 1934)
- 1993 - Enrico Paribeni, archeologo italiano (n. 1911)
- 1994 - Effat Nagy, pittrice e artista egiziana (n. 1905)
- 1994 - Danny Gatton, chitarrista statunitense (n. 1945)
- 1994 - Lou Marcelle, attore e doppiatore statunitense (n. 1909)
- 1994 - Marcello Melis, contrabbassista e compositore italiano (n. 1939)
- 1995 - Fabio Albarelli, velista italiano (n. 1943)
- 1996 - Masaki Kobayashi, regista e sceneggiatore giapponese (n. 1916)
- 1996 - Silvio Piola, calciatore e allenatore di calcio italiano (n. 1913)
- 1997 - Germano, calciatore brasiliano (n. 1942)
- 1997 - Georgij Jumatov, attore sovietico (n. 1926)
- 1997 - Montanino Nuvoli, canottiere italiano (n. 1931)
- 1997 - Otto Ernst Remer, generale e politico tedesco (n. 1912)
- 1997 - Georg Renno, medico e militare tedesco (n. 1907)
- 1997 - Gunpei Yokoi, autore di videogiochi e inventore giapponese (n. 1941)
- 1998 - Jean-Pascal Delamuraz, politico svizzero (n. 1936)
- 1998 - Enea Pavani, giocatore di curling italiano (n. 1920)
- 1998 - Giulio Zaro, calciatore italiano (n. 1915)
- 1999 - Erik Brødreskift, batterista norvegese (n. 1969)
- 1999 - Bernard Buffet, pittore francese (n. 1928)
- 1999 - Nella Colombo, cantante e attrice italiana (n. 1927)
- 1999 - Art Farmer, trombettista statunitense (n. 1928)
- 1999 - Bruno Foà, economista italiano (n. 1905)
- 1999 - Florent Mathieu, ciclista su strada e pistard belga (n. 1919)
- 1999 - Richard Neely, scrittore statunitense (n. 1920)
- 1999 - Emil Schumacher, pittore tedesco (n. 1912)
- 2000 - Rhadi Ben Abdesselam, maratoneta e mezzofondista marocchino (n. 1929)
- 2000 - Aleksej Ivanovič Kandinskij, musicologo russo (n. 1918)
- 2000 - Egano Righi-Lambertini, cardinale e arcivescovo cattolico italiano (n. 1906)
- 2000 - Michael Smith, chimico inglese (n. 1932)

## XXI secolo(116)
- 2001 - John Collins, chitarrista statunitense (n. 1913)
- 2001 - Numa Monnard, calciatore svizzero (n. 1918)
- 2002 - Gwen Araujo, statunitense (n. 1985)
- 2002 - Totò Bonanno, pittore italiano (n. 1928)
- 2002 - André Delvaux, regista belga (n. 1926)
- 2002 - Buddy Lester, attore statunitense (n. 1915)
- 2002 - Russ Ochsenhirt, cestista statunitense (n. 1912)
- 2002 - Arnaldo Salvi, calciatore italiano (n. 1915)
- 2003 - Sid McMath, politico e militare statunitense (n. 1912)
- 2003 - Elisabeta Rizea, partigiana romena (n. 1912)
- 2004 - Rodolfo Celletti, musicologo e critico musicale italiano (n. 1917)
- 2004 - LeRoy Gordon Cooper, astronauta statunitense (n. 1927)
- 2004 - Lawrence Joseph Giacoletto, ingegnere elettrotecnico e inventore statunitense (n. 1916)
- 2004 - Michael Grant, storico e numismatico britannico (n. 1914)
- 2004 - Jurij Pavlov, cestista e allenatore di pallacanestro sovietico (n. 1952)
- 2005 - Caterina Farassino, fotografa e cantante italiana (n. 1977)
- 2006 - Traian Ionescu, allenatore di calcio e calciatore rumeno (n. 1923)
- 2006 - Riccardo Pazzaglia, scrittore, giornalista e attore italiano (n. 1926)
- 2006 - Ciro Scarponi, clarinettista e compositore italiano (n. 1950)
- 2006 - Don Thompson, marciatore britannico (n. 1933)
- 2006 - Gunnar Åkerlund, canoista svedese (n. 1923)
- 2007 - Antonie Iorgovan, politico e giurista romeno (n. 1948)
- 2007 - Vincenzo Orlando, calciatore italiano (n. 1920)
- 2007 - Enrico Serra, storico italiano (n. 1914)
- 2008 - Giovanni Evangelisti, editore italiano (n. 1932)
- 2008 - Fletcher Johnson, cestista statunitense (n. 1931)
- 2008 - Iba N'Diaye, artista senegalese (n. 1928)
- 2008 - Johnny Saxton, pugile statunitense (n. 1930)
- 2008 - Andrea Stimpfl, allenatore di calcio e calciatore italiano (n. 1959)
- 2009 - Gino Giugni, politico e giurista italiano (n. 1927)
- 2009 - Roger Green, archeologo neozelandese (n. 1932)
- 2009 - Nazzareno Guasso, politico italiano (n. 1933)
- 2009 - Gerhard Kaufhold, calciatore tedesco (n. 1928)
- 2009 - Ernő Kolczonay, schermidore ungherese (n. 1953)
- 2009 - Shōichi Nakagawa, politico giapponese (n. 1953)
- 2009 - Basava Premanand, divulgatore scientifico indiano (n. 1930)
- 2009 - Günther Rall, aviatore e generale tedesco (n. 1918)
- 2009 - Mercedes Sosa, cantante e attivista argentina (n. 1935)
- 2010 - Nevio Ferrari, calciatore italiano (n. 1926)
- 2010 - Norman Wisdom, attore, comico e sceneggiatore britannico (n. 1915)
- 2011 - Doris Belack, attrice e doppiatrice statunitense (n. 1926)
- 2011 - Vittorio Curtoni, scrittore di fantascienza e traduttore italiano (n. 1949)
- 2011 - Géza Tóth, sollevatore ungherese (n. 1932)
- 2012 - Alfio Andronico, matematico e informatico italiano (n. 1935)
- 2012 - Hans Höglund, pesista svedese (n. 1952)
- 2013 - Umberto Bernardini, politico e filosofo italiano (n. 1942)
- 2013 - Fabiano De Zan, politico italiano (n. 1923)
- 2013 - Christian Gailly, scrittore francese (n. 1943)
- 2013 - Ștefan Stănculescu, allenatore di calcio e calciatore rumeno (n. 1923)
- 2013 - Võ Nguyên Giáp, generale, politico e scrittore vietnamita (n. 1911)
- 2014 - Fëdor Čerenkov, calciatore e allenatore di calcio russo (n. 1959)
- 2014 - Jean-Claude Duvalier, politico haitiano (n. 1951)
- 2014 - Hans Heinrich Schmid, teologo svizzero (n. 1937)
- 2015 - Yves Barsacq, attore e doppiatore francese (n. 1931)
- 2015 - Martin Geffert, astronomo tedesco (n. 1922)
- 2015 - Ermes Nadalin, allenatore di calcio e calciatore italiano (n. 1938)
- 2015 - Eduardo Pavlovsky, psichiatra e drammaturgo argentino (n. 1933)
- 2015 - Neal Walk, cestista statunitense (n. 1948)
- 2015 - Hovhannes Zanazanyan, calciatore e allenatore di calcio sovietico (n. 1946)
- 2016 - Brigitte Hamann, scrittrice, storica e biografa tedesca (n. 1940)
- 2016 - Fred Osam-Duodu, allenatore di calcio ghanese (n. 1938)
- 2016 - Gideon Toury, traduttore e linguista israeliano (n. 1942)
- 2017 - Liam Cosgrave, politico irlandese (n. 1920)
- 2017 - Karel Kolář, velocista cecoslovacco (n. 1955)
- 2017 - Brian MacReady, calciatore inglese (n. 1942)
- 2017 - Marcello Mochi Onori, politico italiano (n. 1946)
- 2017 - Ornella Rizzo, tiratrice a segno e arciera italiana (n. 1952)
- 2017 - Yosihiko Sinoto, antropologo giapponese (n. 1924)
- 2017 - William Tepper, attore, sceneggiatore e produttore cinematografico statunitense (n. 1948)
- 2018 - Jeanne Ashworth, pattinatrice di velocità su ghiaccio statunitense (n. 1938)
- 2018 - Giovanni Barbareschi, presbitero, partigiano e antifascista italiano (n. 1922)
- 2018 - Audrey Wells, sceneggiatrice e regista statunitense (n. 1960)
- 2018 - Josep Lluís, cestista e allenatore di pallacanestro spagnolo (n. 1937)
- 2018 - Franca Maresa, attrice italiana (n. 1925)
- 2018 - Karl Mildenberger, pugile tedesco (n. 1937)
- 2018 - Bert Romp, cavaliere olandese (n. 1958)
- 2018 - John Tyrrell, musicologo britannico (n. 1942)
- 2018 - Will Vinton, animatore, regista cinematografico e sceneggiatore statunitense (n. 1947)
- 2019 - Diahann Carroll, attrice e cantante statunitense (n. 1935)
- 2019 - Hugo Heredia, sassofonista e flautista argentino (n. 1935)
- 2019 - Stephen Moore, attore britannico (n. 1937)
- 2019 - Alberto Testa, danzatore e coreografo italiano (n. 1922)
- 2020 - Günter de Bruyn, scrittore tedesco (n. 1926)
- 2020 - Giovanni D'Alise, vescovo cattolico italiano (n. 1948)
- 2020 - Clark Middleton, attore statunitense (n. 1957)
- 2020 - Carla Federica Nespolo, politica italiana (n. 1943)
- 2020 - Philippe Salaün, fotografo francese (n. 1943)
- 2020 - Kenzō Takada, stilista, designer e costumista giapponese (n. 1939)
- 2020 - Renzo Zaffanella, politico italiano (n. 1929)
- 2021 - Sergej Danilin, slittinista russo (n. 1960)
- 2021 - Valerij Podlužnyj, lunghista sovietico (n. 1952)
- 2022 - Ricardo A. Broglia, fisico argentino (n. 1939)
- 2022 - Heinz-Dietrich Doebner, fisico tedesco (n. 1931)
- 2022 - Günter Lamprecht, attore tedesco (n. 1930)
- 2022 - Loretta Lynn, cantautrice statunitense (n. 1932)
- 2022 - Giovanni Medeot, calciatore italiano (n. 1937)
- 2022 - Peter Robinson, scrittore britannico (n. 1950)
- 2022 - João Evangelista Santiago Dino, calciatore brasiliano (n. 1952)
- 2022 - Jürgen Sundermann, calciatore e allenatore di calcio tedesco (n. 1940)
- 2022 - Shigeki Tanaka, maratoneta giapponese (n. 1931)
- 2022 - Francesca Zucchelli, costumista e scenografa italiana (n. 1938)
- 2023 - Felice De Nicolò, sciatore alpino italiano (n. 1942)
- 2023 - Tracey Freeman, atleta paralimpica australiana (n. 1948)
- 2023 - Luis Giampietri, ammiraglio e politico peruviano (n. 1940)
- 2023 - Giannīs Iōannidīs, cestista, allenatore di pallacanestro e politico greco (n. 1945)
- 2023 - Sergio Tardioli, attore italiano (n. 1938)
- 2023 - Telesphore Placidus Toppo, cardinale e arcivescovo cattolico indiano (n. 1939)
- 2024 - Wolfgang Böker, psichiatra tedesco (n. 1933)
- 2024 - Willi Giesemann, calciatore tedesco (n. 1937)
- 2024 - Daniel Guimarães, calciatore brasiliano (n. 1987)
- 2024 - Anatolij Kon'kov, calciatore, allenatore di calcio e dirigente sportivo sovietico (n. 1949)
- 2024 - Greg Landry, giocatore di football americano statunitense (n. 1946)
- 2024 - Lea Pericoli, tennista, conduttrice televisiva e telecronista sportiva italiana (n. 1935)
- 2024 - Emiliano Queiroz, attore, comico e conduttore televisivo brasiliano (n. 1936)
- 2024 - Roberto Rigotto, calciatore italiano (n. 1942)
- 2024 - Billy Shaw, giocatore di football americano statunitense (n. 1938)